# Ага (приток Копылье)
Ага — река в Быстринском районе Камчатского края России. Является правым притоком реки Копылье. Берёт начало на юго-восточных склонах горы Найчан (1555 м.).
Длина реки 15 км. Впадает в реку Копылье справа на расстоянии 11 км от её устья. Главный приток — Трубный.
Название произошло от эвенского Аган — «точильный камень».
По данным государственного водного реестра России относится к Анадыро-Колымскому бассейновому округу.
- Код водного объекта 19080000212120000030140